# Joan Tompkins
Joan Tompkins (9 de julio de 1915–29 de enero de 2005) fue una actriz radiofónica, teatral, cinematográfica y televisiva estadounidense, fundadora, junto a su marido, Karl Swenson, de una compañía teatral en Beverly Hills, California.

## Inicios
Según datos del Social Security Death Index, Tompkins vivía en el estado de Nueva York cuando obtuvo su número de Seguridad Social, probablemente a finales de la década de 1930, aunque no se conoce la localidad exacta de su nacimiento.
En 1938 trabajó como actriz teatral en varias obras representadas, junto a Henry Fonda, en White Plains (Nueva York). Posteriormente trabajó en la radio en la serie This Is Nora Drake, emitida por la CBS hasta 1959. También fue actriz teatral del circuito de Broadway en producciones como Orgullo y prejuicio y My Sister Eileen.
En su etapa radiofónica conoció al actor Karl Swenson, posterior intérprete del personaje Lars Hanson en la serie Little House on the Prairie, producción para la cual Tompkins actuó en un par de ocasiones. La pareja se casó tras divorciarse Swenson de su primera esposa.

## Papeles cinematográficos
Entre los trabajos cinematográficos de Tompkins se incluye el de Tía Thora en The Christine Jorgensen Story (1970), película sobre el primer transexual, George Jorgensen.
Además, fue Miss Musto en la comedia Popi, protagonizada por Alan Arkin y Rita Moreno. Otros de sus papeles fueron el de la Jueza Beth Weaver en Zigzag (Falso testimonio), con George Kennedy, y el de Grandma Dennison en la comedia de 1970 I Love My Wife, con Elliott Gould, Brenda Vaccaro, Angel Tompkins y Dabney Coleman.

## Actuaciones televisivas
Tompkins actuó por primera vez en la televisión en 1954, en la entrega “Guest in the House” del programa de la NBC Kraft Television Theatre. Cuatro años después fue Sarah Sheldon en el episodio “The Spy”, dentro del programa Goodyear Theatre. Ese mismo año 1958 encarnó a una mujer llamada “Patience” en la serie western de la NBC The Californians. Posteriores interpretaciones suyas tuvieron lugar en las sitcom The Donna Reed Show y Bachelor Father, así como en The Brothers Brannagan, producción en la cual en 1960 fue Martha en el capítulo “The Twisted Root”.
En 1960 participó en tres series de Warner Brothers/ABC: Maverick, como Mary Burch en el episodio “Bullet for the Teacher”; Intriga en Hawái, como una turista en “Man in a Rage”, y The Roaring Twenties, como Celia Morton en “Layoff Charley”. En 1960-1961 trabajó dos veces en  Thriller, programa protagonizado por Boris Karloff, y una vez, como Cora Summers, en la serie de Gardner McKay Adventures in Paradise.
En la temporada televisiva de 1962-1963 Tompkins fue la secretaria Trudy Wagner en 28 episodios del drama legal protagonizado por Edmond O'Brien y Richard Rust para la NBC Sam Benedict. Entre 1967 y 1970 hizo nueve actuación es como Lorraine Miller en la sitcom de Fred MacMurray emitida por la CBS My Three Sons.
Además, Tompkins actuó en dos ocasiones en la serie de David Janssen El fugitivo, en uno de los episodios junto a Mark Goddard y Pete Duel,
 y en My Three Sons, producción en la cual fue en nueve ocasiones la madre del personaje de Tina Cole, y suegra de Don Grady.
Entre sus otros papeles televisivos se incluyen:
- Hazel, como Florence Gurney en "Hazel and the Gardener" (1962)
- The New Breed, como Mrs. Marsh en "How Proud the Guilty" (1962)
- Bus Stop, dos veces como Sarah Jenkins en "The Runaways" (1961) y "I Kiss Your Shadow" (1962)
- The Danny Thomas Show, dos episodios (1959 y 1962)
- The Lieutenant, dos episodios  (1963–1964)
- Ruta 66, como Mrs. Thomas en “Between Hello and Goodbye” (1962)
- The Travels of Jaimie McPheeters, como Martha Pollux en “The Day of the Wizard” (1964)
- The Eleventh Hour, tres episodios, incluyendo el capítulo doble “Does My Mother Have to Know?”, en el papel de Aggie Britt (1964)
- Gomer Pyle, U.S.M.C., como Mrs. Harper en "A Date for the Colonel's Daughter" (1964)
- Perry Mason, tres episodios (1962–1964)
- Dr. Kildare, tres episodios (1962–1965)
- Slattery's People, como Dorothy Ralston en “Question, What Time Is the Next Bandwagon?” (1965)
- The Farmer's Daughter en "Katie's Castle" (1965)
- Mannix, como Mrs. Dover en “Turn Every Stone” (1967)
- Misión: Imposible, como Miss Putnam en "The Seal" (1967)
- Occasional Wife, como Mrs. Brahms en "Pilot" y "No Cookie for Dessert" (1966)[10]
- Mi bella genio, como mujer del General en "Invisible House for Sale" (1968)
- Bewitched, como Harriet Walters en "Once in a Vial" (1968)
- La tribu de los Brady, como Mrs. Tyler en “The Honeymoon” (1969) episodio inaugural del show
- Lassie, en dos entregas, con el papel de Mrs. Davis en la de 1964 “The Little Christmas Tree” y el de Katherine en la de 1971 titulada “The Awakening”
- Griff, como Ruth en “Elephant in a Cage” (1973)
- Owen Marshall: Counselor at Law, tres capítulos, entre ellos dos como juez (1973–1974)
- Barnaby Jones, tres episodios, incluyendo el papel de Jueza Edith Royce en “Voice in the Night” (1976)
- The Waltons, como Mrs. Herbert en "The Achievement" (1977), la última actuación de Richard Thomas en el show[11]
- Emergency!, como Maggie Trigg en “The Most Deadly Passage” (1978), convertido en telefilm al año siguiente[8]

## Últimos años
Los últimos papeles de Tompkins se llevaron a cabo en 1980, uno como Grandma Wells en el capítulo “Generations” de la serie de la ABC Eight Is Enough, y otro como médica en el telefilm The Night the City Screamed.
Tras la muerte de Karl Swenson en 1978, Tompkins organizó un grupo para ayudar a futuros escritores a mejorar sus escritos y obtener la publicación de sus trabajos. Joan Tompkins falleció en 2005 en el Condado de Orange (California). Tenía 89 años de edad.